# Liste der State-, U.S.- und Interstate-Highways in New Jersey
Dies ist eine Liste der State-, U.S.- und Interstate-Highways im US-Bundesstaat New Jersey.

## State Routes

### Gegenwärtige Strecken
- New Jersey Route 3
- New Jersey Route 4
- New Jersey Route 5
- New Jersey Route 7
- New Jersey Route 10
- New Jersey Route 12
- New Jersey Route 13
- New Jersey Route 15
- New Jersey Route 17
- New Jersey Route 18
- New Jersey Route 19
- New Jersey Route 20
- New Jersey Route 21
- New Jersey Route 23
- New Jersey Route 24
- New Jersey Route 26
- New Jersey Route 27
- New Jersey Route 28
- New Jersey Route 29
- New Jersey Route 31
- New Jersey Route 32
- New Jersey Route 33
- New Jersey Route 34
- New Jersey Route 35
- New Jersey Route 36
- New Jersey Route 37
- New Jersey Route 38
- New Jersey Route 41
- New Jersey Route 42
- New Jersey Route 44
- New Jersey Route 45
- New Jersey Route 47
- New Jersey Route 48
- New Jersey Route 49
- New Jersey Route 50
- New Jersey Route 52
- New Jersey Route 53
- New Jersey Route 54
- New Jersey Route 55
- New Jersey Route 56
- New Jersey Route 57
- New Jersey Route 59
- New Jersey Route 60
- New Jersey Route 62
- New Jersey Route 63
- New Jersey Route 64
- New Jersey Route 66
- New Jersey Route 67
- New Jersey Route 68
- New Jersey Route 70
- New Jersey Route 73
- New Jersey Route 76C
- New Jersey Route 77
- New Jersey Route 79
- New Jersey Route 81
- New Jersey Route 82
- New Jersey Route 83
- New Jersey Route 87
- New Jersey Route 88
- New Jersey Route 90
- New Jersey Route 91
- New Jersey Route 93
- New Jersey Route 94
- New Jersey Route 109
- New Jersey Route 120
- New Jersey Route 122
- New Jersey Route 124
- New Jersey Route 129
- New Jersey Route 133
- New Jersey Route 138
- New Jersey Route 139
- New Jersey Route 140
- New Jersey Route 143
- New Jersey Route 147
- New Jersey Route 152
- New Jersey Route 154
- New Jersey Route 156
- New Jersey Route 157
- New Jersey Route 159
- New Jersey Route 161
- New Jersey Route 162
- New Jersey Route 163
- New Jersey Route 165
- New Jersey Route 166
- New Jersey Route 167
- New Jersey Route 168
- New Jersey Route 171
- New Jersey Route 172
- New Jersey Route 173
- New Jersey Route 175
- New Jersey Route 179
- New Jersey Route 181
- New Jersey Route 182
- New Jersey Route 183
- New Jersey Route 184
- New Jersey Route 185
- New Jersey Route 187
- New Jersey Route 208
- New Jersey Route 284
- New Jersey Route 324
- New Jersey Route 347
- New Jersey Route 413
- New Jersey Route 439
- New Jersey Route 440
- New Jersey Route 444
- New Jersey Route 445
- New Jersey Route 446
- New Jersey Route 495
- New Jersey Route 700

### Ehemalige Strecken
- New Jersey Route 1
- New Jersey Route 2
- New Jersey Route 6
- New Jersey Route 8
- New Jersey Route 9
- New Jersey Route 11
- New Jersey Route 14
- New Jersey Route 22
- New Jersey Route 25
- New Jersey Route 30
- New Jersey Route 39
- New Jersey Route 40
- New Jersey Route 43
- New Jersey Route 46
- New Jersey Route 51
- New Jersey Route 58
- New Jersey Route 61
- New Jersey Route 65
- New Jersey Route 69
- New Jersey Route 74
- New Jersey Route 75
- New Jersey Route 76
- New Jersey Route 84
- New Jersey Route 85
- New Jersey Route 92
- New Jersey Route 100
- New Jersey Route 101
- New Jersey Route 151
- New Jersey Route 153
- New Jersey Route 155
- New Jersey Route 158
- New Jersey Route 160
- New Jersey Route 164
- New Jersey Route 169
- New Jersey Route 170
- New Jersey Route 174
- New Jersey Route 177
- New Jersey Route 178
- New Jersey Route 180
- New Jersey Route 200
- New Jersey Route 201
- New Jersey Route 203
- New Jersey Route 300
- New Jersey Route 303

## U.S. Highways
- U.S. Highway 1
- U.S. Highway 1 Business
- U.S. Highway 9
- U.S. Highway 22
- U.S. Highway 30
- U.S. Highway 40
- U.S. Highway 46
- U.S. Highway 130
- U.S. Highway 202
- U.S. Highway 206
- U.S. Highway 322

### Ehemalige Strecken
- U.S. Highway 122
- U.S. Highway 611

## Interstates
- Interstate 76
- Interstate 78
- Interstate 80
- Interstate 95
- Interstate 195
- Interstate 278
- Interstate 280
- Interstate 287
- Interstate 295
- Interstate 676

### Ehemalige Strecken
- Interstate 495

### Ehemals geplante Strecken
- Interstate 695
- Interstate 895